# Lyngby Sogn (Rebild Kommune)
 For alternative betydninger, se Lyngby Sogn. (Se også artikler, som begynder med Lyngby Sogn)
Lyngby Sogn er et sogn i Rebild Provsti (Aalborg Stift).
I 1800-tallet var Lyngby Sogn anneks til Skibsted Sogn. Begge sogne hørte til Hellum Herred i Ålborg Amt. Skibsted-Lyngby sognekommune blev ved kommunalreformen i 1970 indlemmet i Skørping Kommune, der ved strukturreformen i 2007 indgik i Rebild Kommune.
I 1901 blev Terndrup Kirke opført som filialkirke, og Terndrup blev et kirkedistrikt i Lyngby Sogn. I 2010 blev Terndrup Kirkedistrikt udskilt som det selvstændige Terndrup Sogn.
I Lyngby Sogn ligger Lyngby Kirke.
I Lyngby og Terndrup sogne findes følgende autoriserede stednavne:
- Lyngby (bebyggelse, ejerlav)
- Lyngbyskov (bebyggelse, ejerlav)
- Terndrup (bebyggelse, ejerlav)
- Terndrup Hede (bebyggelse)
- Terndrup Mark (bebyggelse)
- Tvorup (bebyggelse, ejerlav)
- Uranienborg (bebyggelse)